# St. Leonhard (Roth bei Prüm)

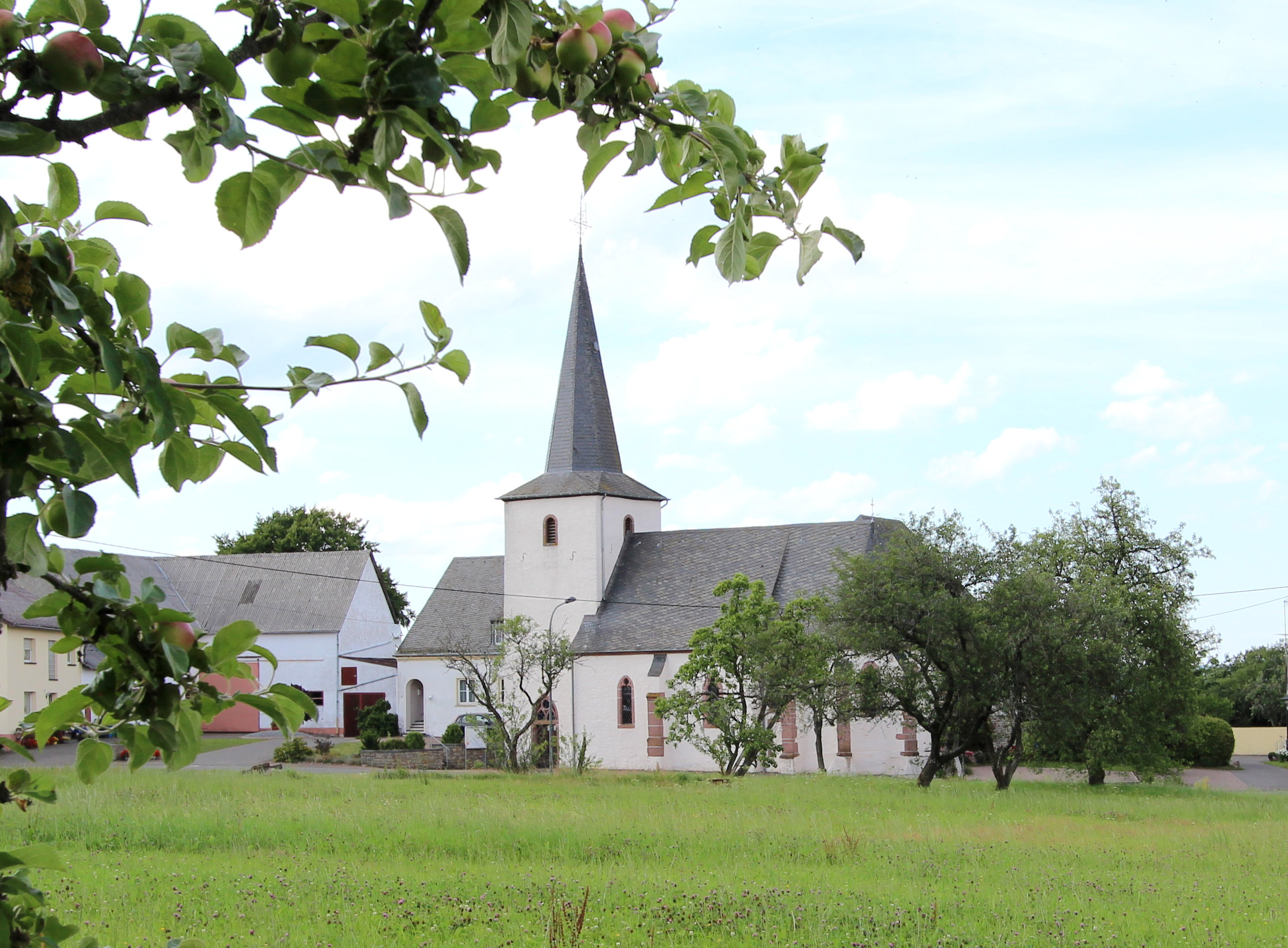
Dorfkern mit St. Leonhard

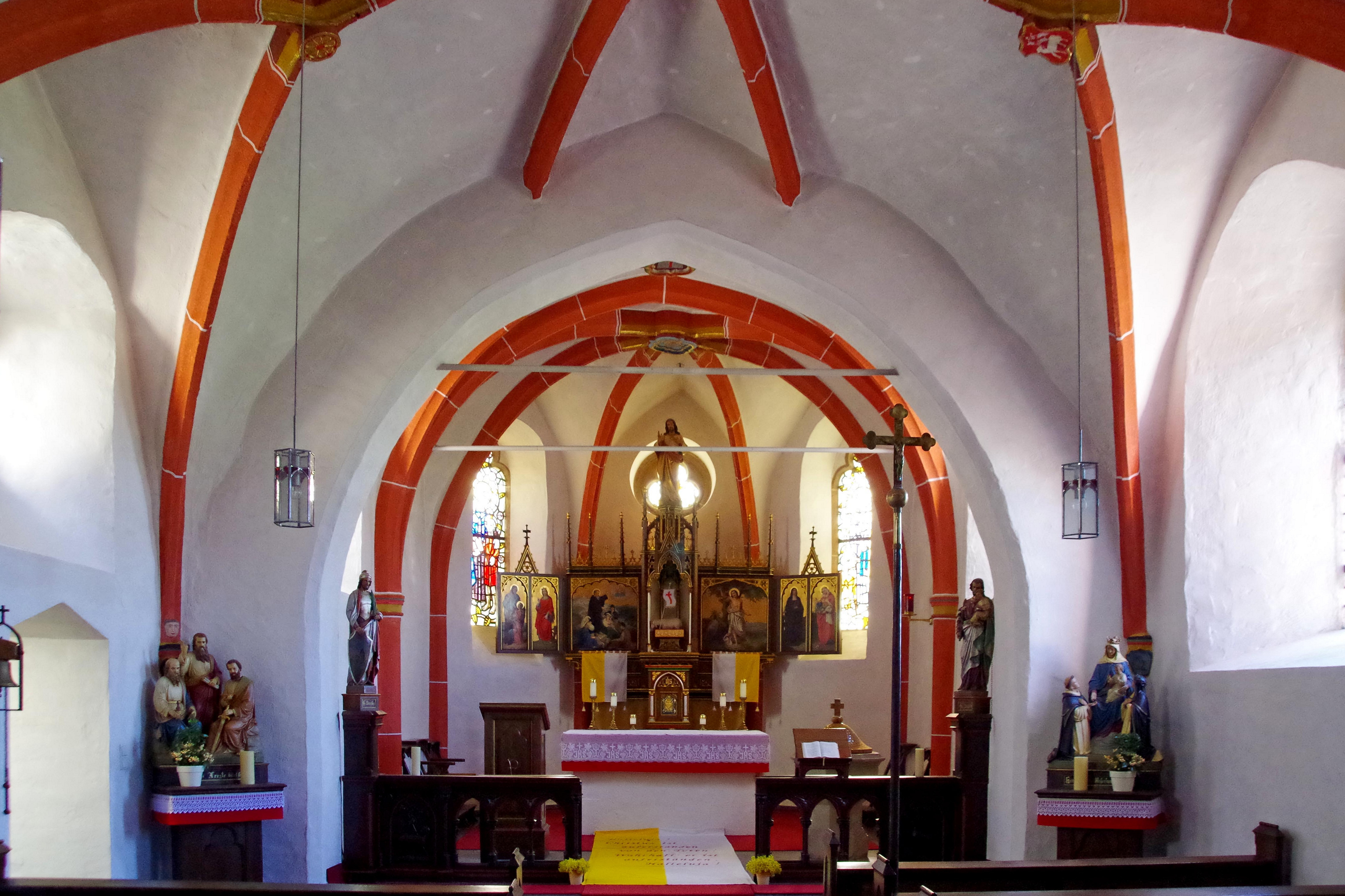
Innenraum mit Blick zum Altar

St. Leonhard (auch: St. Sebastian) ist eine katholische Filialkirche in Roth bei Prüm in Rheinland-Pfalz. Sie ist ursprünglich nach Leonhard von Limoges benannt. Im 20. Jahrhundert wurde der heilige Märtyrer Sebastian Hauptpatron.

## Beschreibung
Es handelt sich um einen kleinen Saalbau mit eingezogenem, dreiseitig geschlossenem Chor und massigem Westturm aus dem beginnenden 16. Jahrhundert. Der Turm hat einen achteckigen Spitzhelm, der Chor ein Kreuzrippengewölbe, das Kirchenschiff ein Sternrippengewölbe. Die Ausstattung ist neugotisch.

Die Marienkapelle und den Gemeinderaum schuf 1969 der Architekt Rolf Robinschon aus Trier. Das eigenhändig signierte Glasfensterwerk von Charles Crodel kam 1970 dazu. Die technische Ausführung erfolgte durch die Glasmalerei Binsfeld aus Trier.

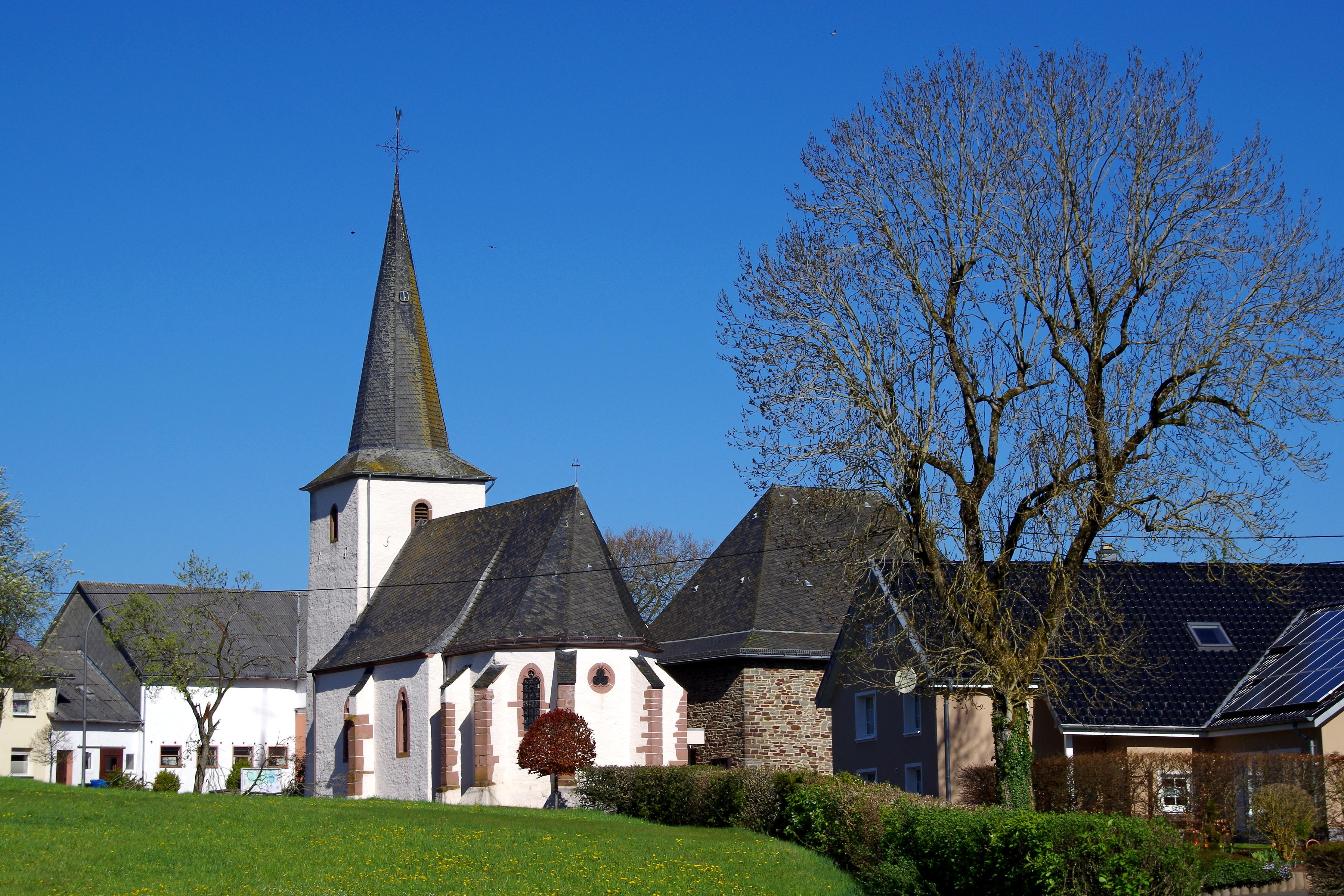
St. Leonhard mit Anbau St. Sebastian
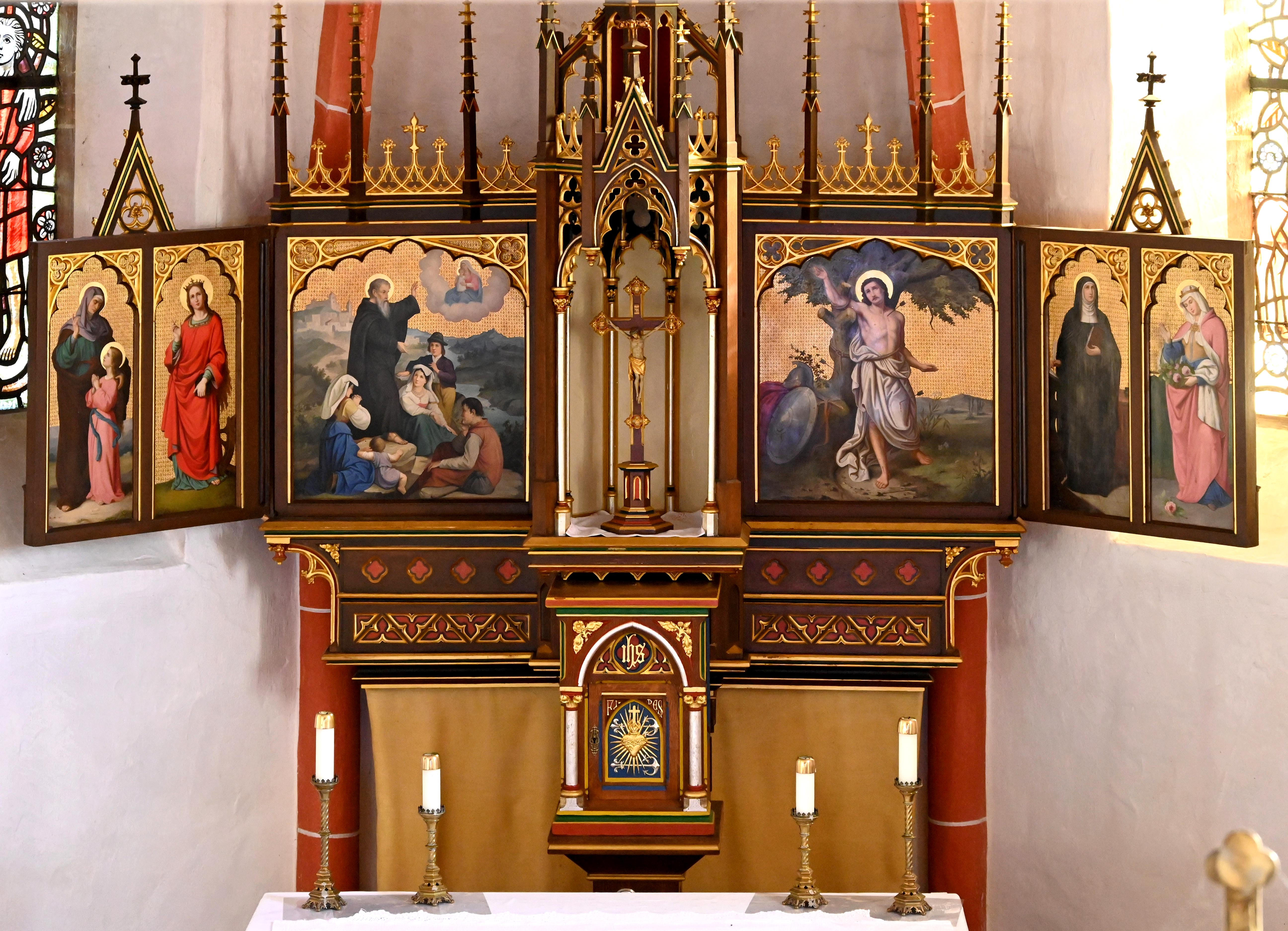
Neugotischer Hochaltar
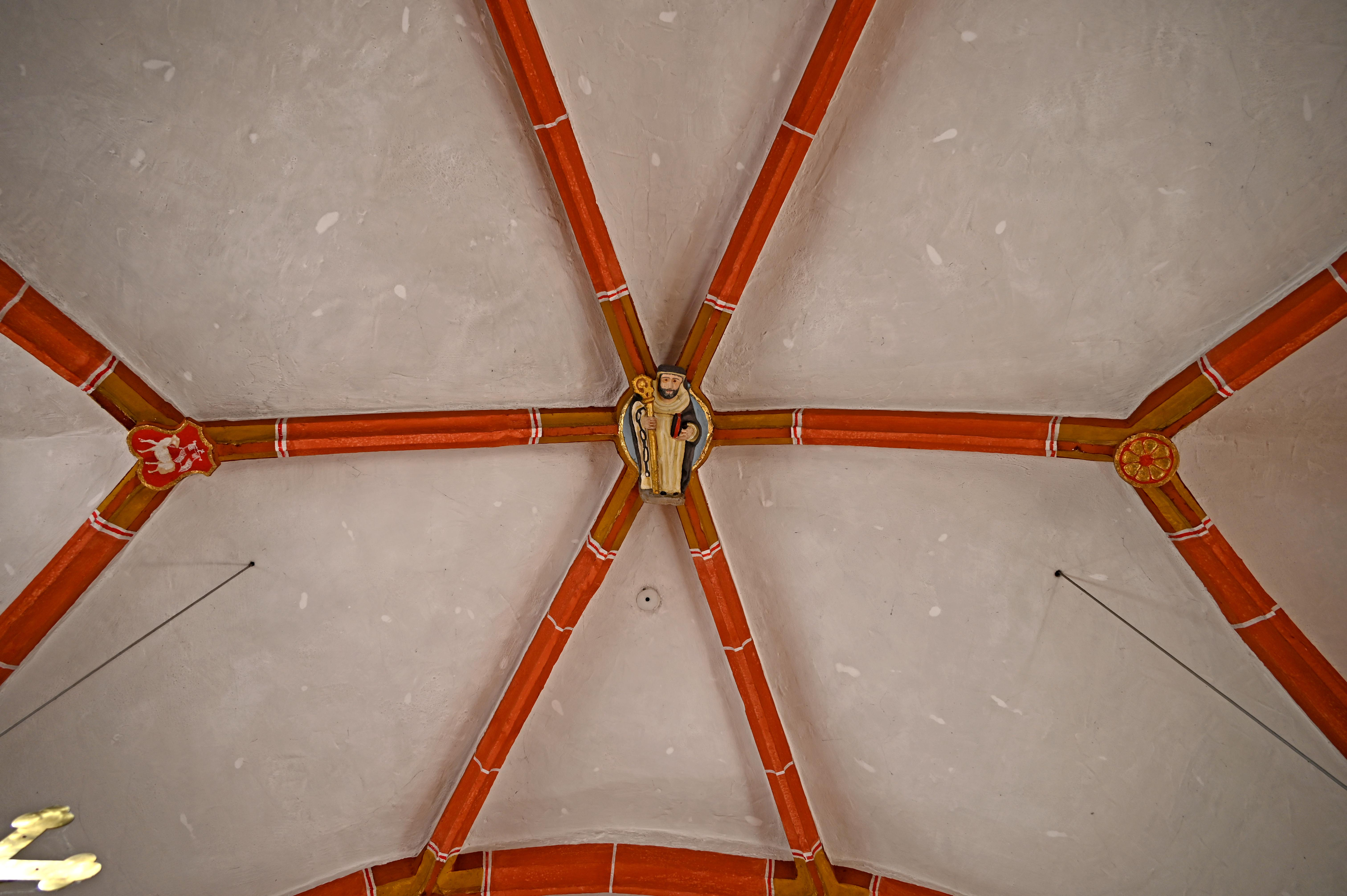
Rippengewölbe
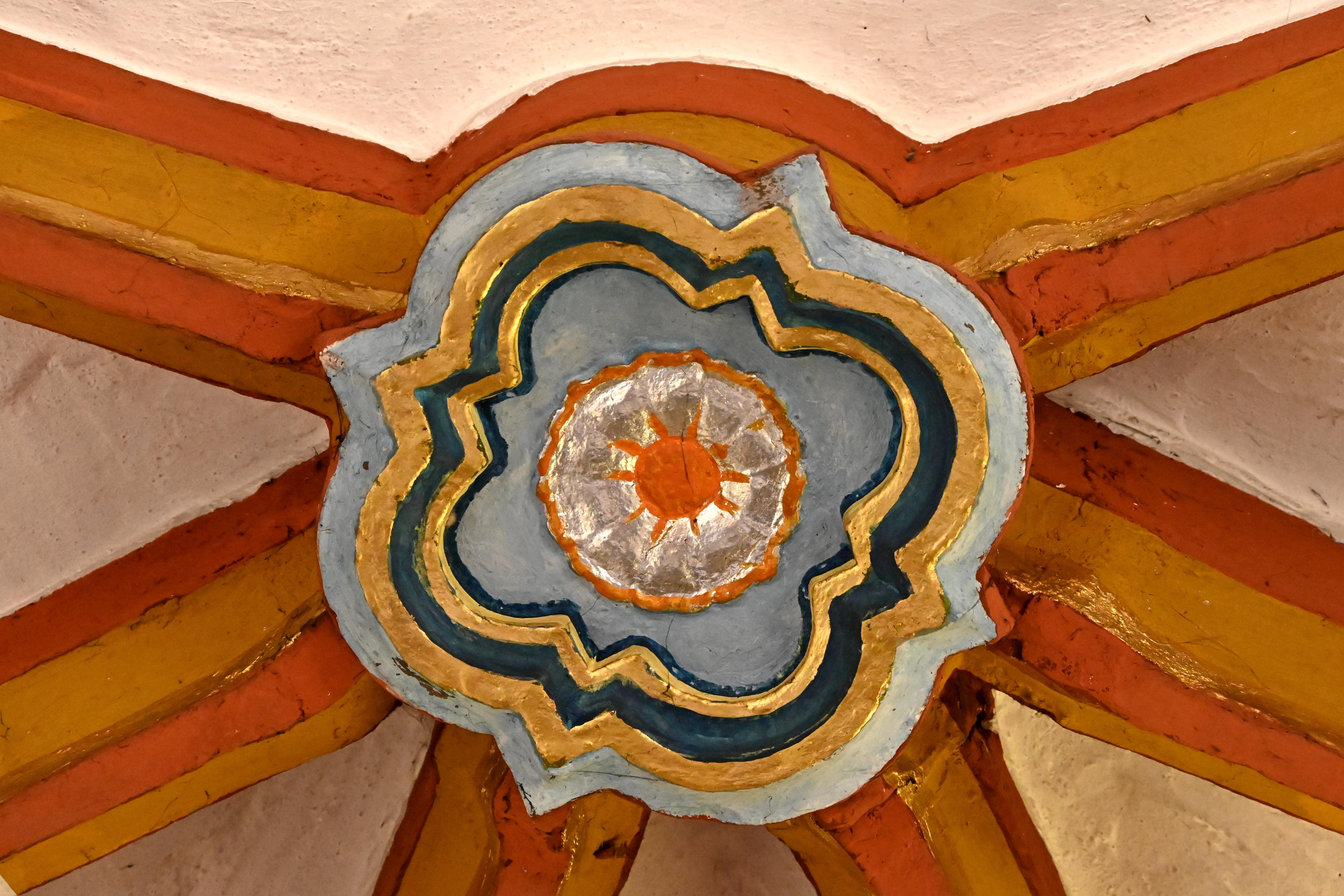
Schlussstein
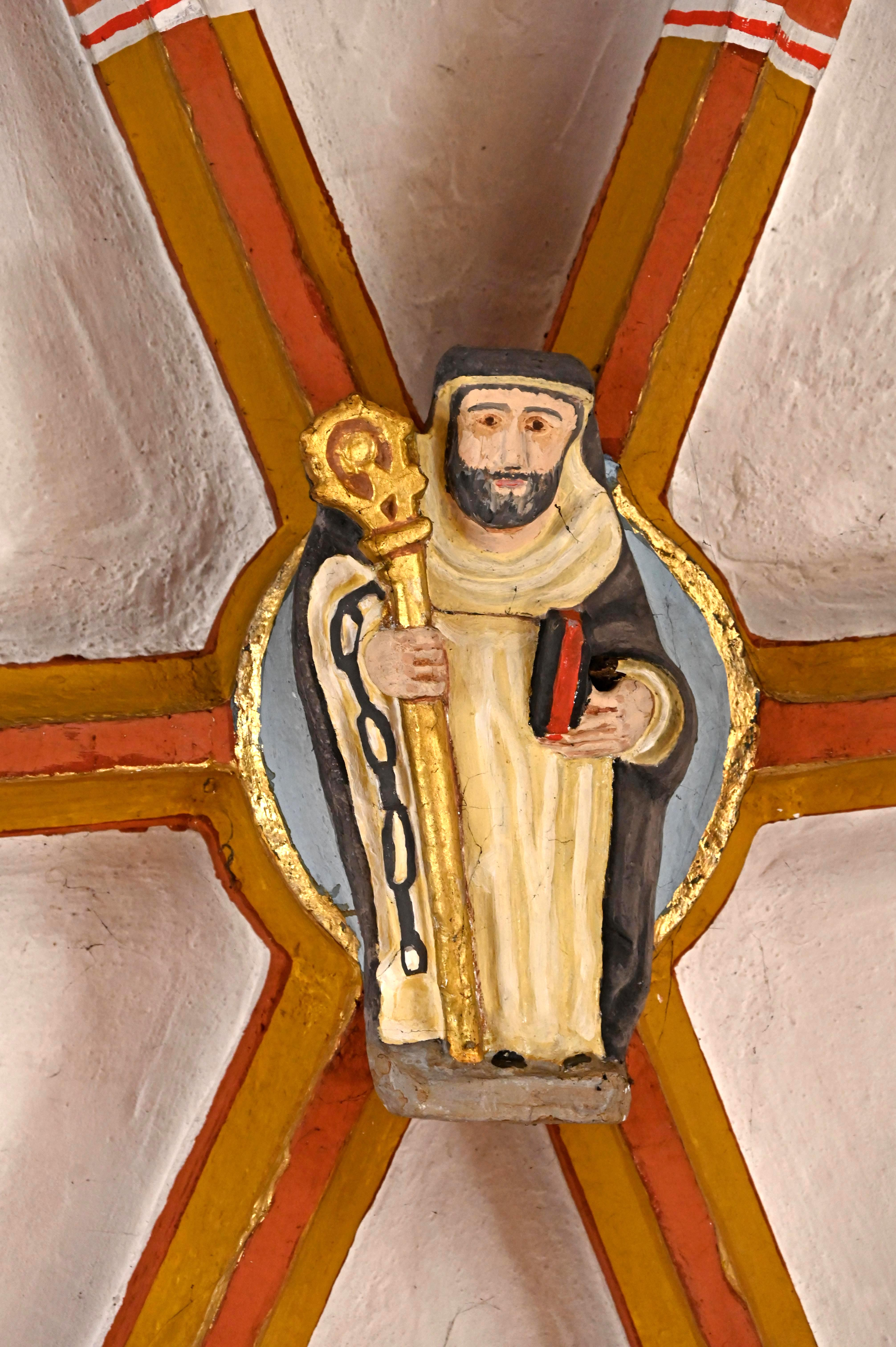
St. Leonhard